# Carmen Moore (actrice canadienne)
Pour les articles homonymes, voir Carmen Moore et Moore.
Carmen Moore (née le 24 décembre 1972) est une actrice canadienne de cinéma et de télévision.

## Biographie
Originaire de Colombie-Britannique, Carmen Moore a des racines Wet'suwet'en. 
Elle est remarquée à partir de son rôle dans la série Godiva's. Elle joue ensuite souvent des séries télévisées de science-fiction.

## Filmographie

### Cinéma
- 2002 : Spooky House de William Sachs : Dawn Starr
- 2006 : Unnatural & Accidental  de Carl Bessai : Rebecca
- 2007 : Un enfant pas comme les autres (Martian Child) de Menno Meyjes : Miss Margie
- 2008 : Edison and Leo de Neil Burns : Ute (voix)
- 2010 : Two Indians Talking de Sara McIntyre : Sue
- 2016 : Lost Solace de Chris Scheuerman : April
- 2018 : Rabbit de Jesse James Miller : Martha
- 2019 : Vivaces (Rustic Oracle) de Sonia Bonspille Boileau : Susan, la mère d'Ivy
- 2020 : Si je t'oublie... je t'aime de Chad Hartigan : Dr. Dormer
- 2023 : Double vie (Double Life) de Martin Wood : Détective Carmen Traxler
- 2023 : Re: Uniting de Laura Adkin : Natalie

### Séries télévisées
- 1995 : L'As de la crime : Shirley (saison 5, épisode 1)
- 1996 : Two : Jamina (saison 1, épisode 3)
- 1997 : Double (Stargate) : Une laborantine (saison 1, épisode 6)
- 1997 : La loi du colt : Oiseau d'hiver (saison 1, épisode 10)
- 1997 : Police Academy : Joanie (saison 1, épisode 4)
- 1997 : Au nord du 60e : Janine Carr (saison 6, épisode 6)
- 1998 : Traque sur Internet : Lucia (saison 1, épisode 9)
- 1998 : Coroner Da Vinci : Une enquêtrice médico-légale (saison 1, épisode 3)
- 1999 : First Wave : L'assistante d'Alex (saison 2, épisode 7)
- 1999 - 2000 : Nothing Too Good for a Cowboy : Rita George (9 épisodes)
- 2000 - 2001 : Sept jours pour agir : Raquel / Officier Merrill (2 épisodes)
- 2001 : Aux frontières de l'étrange : Mère Madfet / Docent (2 épisodes)
- 2001 : UC: Undercover : Marianna Torres (saison 1, épisode 5)
- 2001 - 2002 : Wolf Lake : Députée Molly Bloom (9 épisodes)
- 2002 : Tom Stone : Sherry (7 épisodes)
- 2003 : John Doe : Officier en uniforme (saison 1, épisode 11)
- 2003 - 2004 : Andromeda : Tri-Jema (5 épisodes)
- 2004 : The Chris Isaak Show : Dealeuse
- 2004 : Le Messager des ténèbres : Janet Carter (saison 1, épisode 7)
- 2004 - 2006 : Raven Tales : La grenouille (4 épisodes)
- 2005 : Les 4400 : Stacey Papequash (saison 2, épisode 3)
- 2005 - 2006 : Godiva's : Simone
- 2006 : Smallville : Médecin légiste de Seattle (saison 6, épisode 8)
- 2007 : Eureka : Dr. Childress (saison 2, épisode 7)
- 2006 : Battlestar Galactica: The Resistance : Sœur Tivenan
- 2007 - 2008 : Flash Gordon: Joely Lavant (7 épisodes)
- 2008 : The Guard : Police maritime : Pamela Highway (saison 1, épisode 5)
- 2008 : Stargate Atlantis : Journaliste (saison 5, épisode 19)
- 2009 : Kyle XY : La médium (saison 3, épisode 2)
- 2009 : Wild Roses : La mère de Charlotte (saison 1, épisode 11)
- 2009 : Psych : Enquêteur malgré lui : Rosa (saison 4, épisode 2)
- 2009 - 2015 : Blackstone : Leona Stoney
- 2010 : Hellcats : Sarah Laurenson (saison 1, épisode 9)
- 2010 : Caprica : Fidelia Fazekas (3 épisodes)
- 2010 - 2020 : Supernatural : Sergent Miranda Bates / Serafina / Médecin (3 épisodes)
- 2012 : Battlestar Galactica: Blood and Chrome :  Lieutenant Leotie Nina
- 2012 - 2014 : Arctic Air : Loreen Cassway
- 2014 - 2018 : Girlfriends' Guide to Divorce : Principal Barrows (3 épisodes)
- 2015 : Unreal : Jessica Salinas (saison 1, épisode 7)
- 2015 : IZombie : La femme de Suzuki (2 épisodes)
- 2015 - 2016 : Arrow : Mina Fayad (3 épisodes)
- 2016 : The Magicians : Détéctive de la criminelle (saison 1, épisode 7)
- 2016 : Frankenstein Code : Agent Sue Adair
- 2016 : Bates Motel : Grace Wei (saison 4, épisode 9)
- 2016 : Motive : Gemma Fowler (saison 4, épisode 12)
- 2016 - 2017 : Chesapeake Shores : Sally Smith Bedell (4 épisodes)
- 2019 : Outlander : Wahkatiiosta (2 épisodes)
- 2019 - 2020 : Cardinal  : Sheila Gagne (6 épisodes)
- 2019 - 2022 : Nancy Drew : Hannah Gruen (récurrente)
- 2020 : Motherland: Fort Salem : Tante Samira (saison 1, épisode 10)
- 2020 : Vikings : Pekitaulet (2 épisodes)
- 2021 - 2023 : Flash : Kristen Kramer (récurrente)
- 2024 : Family Law : Jeannie Crombie (saison 3, épisode 6)
- 2024 : Jurassic World : la Théorie du Chaos : Ronnie (2 épisodes)

### Téléfilms
- 1995 : Kidz in the Wood : L'amie
- 1996 : Brothers of the Frontier : Chewlynndit
- 1997 : Rose Hill : Eau Brillante
- 1998 : Killers in the House : Employée de la banque
- 1999 : Hayley Wagner, Star : Maquilleuse
- 1999 : Revenge of the Land : Agnes
- 2001 : Crossfire Trail : Fleur Dansante
- 2004 : Le Crash du vol 323 : Hôtesse de l'air #2
- 2004 : The Life : Sheila
- 2004 : The Robinsons: Lost in Space : Premier officier
- 2008 : Voyage au centre de la Terre : Une prêtresse
- 2008 : Raven Tales: The Games : La grenouille (voix)
- 2009 : Mort en beauté : Sherri
- 2009 : Tales of an Urban Indian : Krista
- 2010 : Tempête de météorites : Harper
- 2011 : Time after Time : Officier Rita
- 2016 : Sexe, mensonges et meurtre : Celeste
- 2020 : L'amour entre deux pages : Cassidy
- 2021 : The Long Island Serial Killer: A Mother's Hunt for Justice : Erin Carson

### Jeux vidéo
- 2010 : Skate 3 : Voix additionnelle
- 2013 : Dead Rising 3